# GDA-ORGAcheck
Der GDA-ORGAcheck ist ein Instrument der Gemeinsamen Deutschen Arbeitsschutzstrategie (GDA), mit dem Unternehmen die Organisation ihres betrieblichen Arbeitsschutzes selbst bewerten, Schwachstellen in der Arbeitsschutzorganisation gezielt erkennen und notwendige Verbesserungsmaßnahmen einleiten können. Damit können die Unternehmen ihre Arbeitsschutzorganisation auf einen rechtskonformen und für den Betrieb optimalen Zustand zu bringen. Die Vorteile einer guten Arbeitsschutzorganisation und Gefährdungsbeurteilung zeigen sich nicht nur in Form von mehr Gesundheit für die Beschäftigten, sondern auch in Form einer höheren Produktivität sowie weniger Produktionsausfällen.

## Ausgangslage
Die Arbeitswelt unterliegt einem steten Wandel. Den neuen Herausforderungen werden sich nur Betriebe mit gesunden, leistungsfähigen, qualifizierten und leistungsbereiten Beschäftigten erfolgreich stellen können. Die Erhaltung und Verbesserung gesunder Arbeitsbedingungen liegt daher im Interesse der Betriebe und der Beschäftigten.
Die Basis für sichere und gesunde Arbeitsplätze ist eine gut funktionierende innerbetriebliche Arbeitsschutzorganisation. Erfahrungen mit betrieblichen Arbeitsschutzmanagementsystemen haben beispielsweise bestätigt, dass die Verbesserung der Qualität der Arbeitsschutzorganisation die Wahrscheinlichkeit für Arbeitsunfälle und Störungen im Arbeitsablauf deutlich reduziert. Die Arbeitsschutzorganisation ist aber nur dann wirksam, wenn wesentliche Elemente des Arbeitsschutzes selbstverständlicher Bestandteil betrieblicher Prozesse und Entscheidungen, Sicherheit und Gesundheit also in die betrieblichen Organisationsstrukturen integriert sind. Eine weitere, essentielle Basis für sichere und gesunde Arbeitsplätze ist die Qualität der betrieblichen Gefährdungsbeurteilung. 
Daher wurde im Rahmen des Arbeitsprogramms „Verbesserung der Organisation des betrieblichen Arbeitsschutzes, Arbeitsschutz mit Methode – zahlt sich aus“ der auf Dauer angelegten GDA der GDA-ORGAcheck als ein für kleine und mittlere Unternehmen (KMU) optimiertes Selbstbewertungsinstrument entwickelt. Akteure in den Unternehmen erhalten mit dem GDA-ORGAcheck ein Instrument, mit dem sie die Qualität der Arbeitsschutzorganisation im Betrieb systematisch analysieren und Verbesserungsmaßnahmen einleiten können.

## Aufbau
Der GDA-ORGAcheck basiert auf den Themen der GDA-Leitlinie „Arbeitsschutzorganisation“ und der GDA-Leitlinie „Gefährdungsbeurteilung und Dokumentation“. Mit diesen Leitlinien werden die Beratungs- und Überwachungsaktivitäten der Aufsichtsdienste der Bundesländer und der Präventionsdienste der Berufsgenossenschaften und Unfallkassen harmonisiert.
Demnach enthält eine Arbeitsschutzorganisation 15 Elemente, die auch im GDA-ORGAcheck abgebildet werden:
1. Verantwortung und Aufgabenübertragung
2. Kontrolle der Arbeitsschutzmaßnahmen
3. Betriebsärztliche und sicherheitstechnische Betreuung
4. Kompetenzen für den Arbeitsschutz
5. Gefährdungsbeurteilung
6. Unterweisung der Beschäftigten
7. Behördliche Auflagen
8. Rechtsvorschriften im Arbeitsschutz
9. Beauftragte und Interessenvertretung
10. Kommunikation des Arbeitsschutzes
11. Arbeitsmedizinische Vorsorge
12. Planung und Beschaffung
13. Fremdfirmen, Zeitarbeit und Lieferanten
14. Information von Zeitarbeitnehmern und zeitlich befristet Beschäftigten
15. Erste Hilfe und Notfallmaßnahmen

Zu jedem einzelnen Thema ist eine Zielvorstellung formuliert, die den betrieblichen Akteuren auch den Nutzen dieses Punktes verdeutlicht. Dann wird in einer Frage der mögliche Handlungsbedarf formuliert. Die Fragen stellen eine für KMU relevante „Übersetzung“ der Leitfragen und Beurteilungskriterien der GDA-Leitlinie „Arbeitsschutzorganisation“ dar. Der Nutzer kann dann seinen Handlungsbedarf einschätzen. Wie in den GDA-Leitlinien oder in der Risikobewertung der Gefährdungsbeurteilung erfolgt dies in Form des Ampelmodells.
Im Online-Tool und der APP erhalten die Nutzer zusätzlich zur Einschätzung des Handlungsbedarfs konkrete Vorschläge für Maßnahmen zu den jeweiligen Punkten. Außerdem finden sich hier weiterführende GDA-Praxishilfen, die es ermöglichen, die festgelegten Handlungsbedarfe und Maßnahmen möglichst direkt und konkret im Unternehmen umzusetzen.

## Besonderheiten
Der GDA-ORGAcheck weist im Vergleich zu anderen Instrumenten im Bereich des Arbeitsschutzes folgende Besonderheiten auf:
- Gemeinsamer Standard der Träger der GDA zu den Anforderungen an einen systematischen Arbeitsschutz für kleine Betriebe. An der inhaltlichen Entwicklung des GDA-ORGAcheck haben neben den klassischen Arbeitsschutzinstitutionen auch die Sozialpartner im Konsens mitgewirkt.
- Praxisgerechte Umsetzung der für die Experten des Arbeitsschutzes formulierten Inhalte der GDA-Leitlinien „Organisation des betrieblichen Arbeitsschutzes“ und „Gefährdungsbeurteilung und Dokumentation“.
- Es handelt sich um ein Hilfsmittel, das nicht nur von den betrieblichen Verantwortungsträgern, Führungskräften oder betrieblichen Arbeitsschutzakteuren, sondern auch von den Mitarbeitern angewandt werden kann und das zu nachhaltigen und systematischen Denk- und Handlungsprozessen im Unternehmen anregt.
- Berater im Arbeitsschutz, wie Fachkräfte für Arbeitssicherheit oder Betriebsärzte, erhalten ein Instrument für die strukturierte Durchführung ihrer Beratungen.
- Es wird die freiwillige Teilnahme an einem Benchmark angeboten, das einen Vergleich der eigenen Arbeitsschutzorganisation mit den Ergebnissen anderer Betriebe ermöglicht.
- Der GDA-ORGAcheck ist in Abstimmung mit dem Management-Tool „Guter Mittelstand“ der Initiative Neue Qualität der Arbeit (INQA) entwickelt worden. Somit sind die Systematik und der Aufbau beider Instrumente aufeinander abgestimmt und vergleichbar.

## Versionen
Die volle Funktionalität bietet das Online-Tool und die APP des GDA-ORGAcheck wie interaktive Bearbeitungs- und Auswertungsformen, Benchmark, zusätzliche Informationen, Rechtsgrundlagen und Hilfestellungen sowie Praxishilfen. Daneben gibt es den GDA-ORGAcheck in Broschürenform in der Druck- und der PDF-Fassung. 